# Hans Junck
Hans Junck (* 16. September 1893 in Leipzig; † 28. November 1966 in Berlin-Zehlendorf) war deutscher Ingenieur und Offizier in beiden Weltkriegen, zuletzt im Rang eines Generalleutnants der Wehrmacht.

## Leben
Junck trat am 1. Oktober 1913 als Fahnenjunker in das 1. Königlich Sächsisches Feldartillerie-Regiment Nr. 12 in der Sächsischen Armee ein. Im August 1914 wurde er im hier zum Leutnant befördert und kämpfte im Ersten Weltkrieg.
Nach dem Krieg wurde er in die Reichswehr übernommen und wurde 1928 Diplomingenieur. Ab 1. Oktober 1937 war er als Oberstleutnant (Beförderung am 1. März 1937) Kommandeur des I./Artillerie-Regiments 2. Vom 1. April 1939 bis 31. August 1942 war er Abteilungschef im Heereswaffenamt. In dieser Position wurde er am 1. Februar 1940 Oberst. Am 1. September 1942 wurde er Heeresabnahme-Inspizient XI, was er bis April 1943 blieb.
Darauf folgten Frontkommandos an der Ostfront des Deutsch-Sowjetischer Krieges:
- Ende Juni 1943 Kommandeur des Artillerie-Regiment 609
- Ende September 1943 Arko 125, ab 1. November 1943 als Generalmajor
- Ende Januar/Anfang Februar 1944 in Vertretung für Dietrich von Saucken Kommandeur der 4. Panzer-Division[2]
- Ende Juni 1944 in Vertretung für Carl Becker Kommandeur der 253. Infanterie-Division[3]
- Ende Juni/Anfang Juli 1944 in Vertretung für Ralph von Oriola Kommandeur der 299. Infanterie-Division[4]

Ende Juli 1944 wurde er Kommandeur der in der Bretagne liegenden 265. Infanterie-Division. Am 1. Oktober 1944 wurde er Kommandant der Festung St-Nazaire. Am 30. Januar 1945 erfolgte seine letzte Beförderung zum Generalleutnant. Nach Abwehrkämpfen im Rahmen der Schlacht um die Bretagne wurde er mit Resten seiner Division in dem Gebiet der Festung St-Nazaire eingeschlossen. Wilhelm Fahrmbacher als Befehlshaber der deutschen Einheiten in der Bretagne kapitulierte am 10. Mai 1945 in Lorient, wo er auch Festungskommandant war. Einen Tag später übergab Junck die Gebiete und Anlagen nebst dem Hafen mit verbliebenen Kriegsschiffen in Saint-Nazaire an die amerikanischen Truppen.
Anschließend kam er in französische Kriegsgefangenschaft. Er wurde wegen vermuteter Kriegsverbrechen angeklagt. Die Anklage bei der Verhandlung am 19. September 1947 vor dem Ersten Militärtribunal in Paris lautete auf Plünderungen und illegale Beschlagnahmungen [„Pillage and illegal requisitioning“]. Junck wurde freigesprochen.
Hans Junck starb am 28. November 1966 in Berlin-Zehlendorf.